# Noël Seiler
Noël Seiler (* 8. August 2001) ist ein Schweizer Unihockeyspieler, der beim schweizerischen Nationalliga-A-Verein Grasshopper Club Zürich unter Vertrag steht.

## Karriere
Seiler stammt aus dem Nachwuchs von Unihockey Mittelland und wechselte später in den Nachwuchs von Floorball Köniz.
2018 wechselte zum Grasshopper Club Zürich, wo er 2020 in der höchsten Spielklasse debütierte.